# Zdeněk Nehoda
Zdeněk Nehoda   (Hulín i Kroměříž, 9 de maig de 1952) és un exfutbolista txec de la dècada de 1970.
Fou 91cops internacional amb la selecció txecoslovaca amb la qual participà en la Copa del Món de Futbol de 1982 i fou campió d'Europa a l'Eurocopa de 1976.
Pel que fa a clubs, defensà els colors de FC Dukla Praga, SV Darmstadt 98, Grenoble Foot 38 i Royal Standard de Liège.

## Palmarès
Dukla Praga
- Lliga txecoslovaca de futbol: 1977, 1979, 1982
- Copa txecoslovaca de futbol: 1970, 1981, 1983

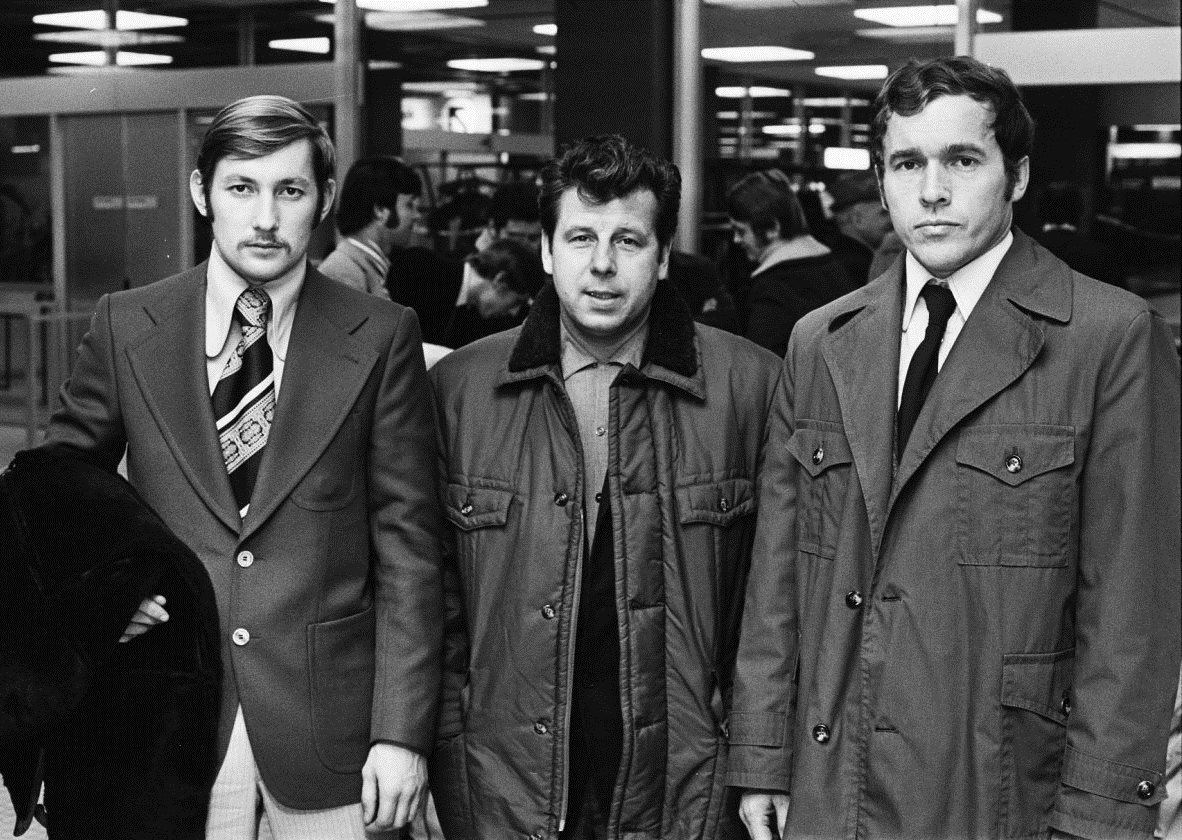
Zdeněk Nehoda (esquera) amb Josef Masopust i Ivo Viktor el 1974.

Txecoslovàquia
- Eurocopa de Futbol: 1976